# Still On My Mind
 (septembre 2021).
Albums de Dido
Girl Who Got Away
(2013)
Still On My Mind  est le cinquième album studio de Dido.
L'album sort le 8 mars 2019, après la sortie de cinq singles entre novembre 2018 et mars 2019. C'est son premier album studio depuis Girl Who Got Away en 2013. Le single Hurricanes est sorti le 12 novembre 2018. Le single officiel Give You Up a été créé le 22 janvier 2019 sur BBC Radio 2. Dido effectuera une tournée pour soutenir l'album à partir de mai 2019, ce qui en fait sa première tournée depuis 15 ans.

## Genèse
Dido a écrit et enregistré l'album en Angleterre avec son frère Rollo. Elle a déclaré qu'elle "ne voulait faire un autre album que si c'était avec lui", et a qualifié le processus d'enregistrement de "simple et une expérience absolument magique", ajoutant que c'était "fait d'une manière si facile, toutes les voix furent enregistrées alors que j'étais assise sur le divan. Une grande partie de cet album a été enregistrée  à la maison ".

## Musique
On dit que l’album montre «l’amour de Dido pour le hip hop ainsi que ses racines folkloriques», et comporte «une sensibilité à la danse et à la musique électronique». Selon Neil Z. Yeung du site AllMusic, Still on My Mind est essentiellement un album électro-folk avec un "rythme hip hop" et des éléments électro-pop, synth-pop, disco et new age.

## Accueil critique
Still on My Mind a reçu des critiques généralement positives de la part des critiques musicaux. Chez Metacritic, qui attribue une note normalisée sur 100 aux critiques grand public, l’album affiche une note moyenne de 70 sur 11, indiquant une "réception généralement favorable".

## Singles et promotion
Dido a d'abord annoncé le single Give You Up en répondant aux questions des fans sur Twitter, et a également révélé le titre de Chances. Dido déclara plus tard dans une interview avec Evening Standard que la dernière chanson de l'album traiterait de la parentalité et serait intitulée Have to Stay.

## Ventes
Lors de sa sortie sur ITunes, l'album s'est classé directement numéro 1 dans une vingtaine de pays et dans le top 10 d'une quarantaine d'autres.
L'album s'est également classé directement numéro 1 du top album  mondial sur la plate-forme de téléchargement.

## Liste des titres
| No  | Titre                | Auteur                                                        | Durée |
| --- | -------------------- | ------------------------------------------------------------- | ----- |
| 1.  | Hurricanes           | Dido, Rick Nowels, Rollo Armstrong                            | 5:17  |
| 2.  | Give You Up          | Dido, Denise Adam, Denny Thacker, Simon Hulbert, Rob Agostini | 3:21  |
| 3.  | Hell After This      | Dido, Ryan Laubscher                                          | 3:27  |
| 4.  | You Don't Need a God | Dido, Rollo                                                   | 3:31  |
| 5.  | Take You Home        | Dido, Rollo, Nowels                                           | 5:05  |
| 6.  | Some Kind of Love    | Dido, Laubscher                                               | 4:42  |
| 7.  | Still on My Mind     | Dido, Louder                                                  | 3:04  |
| 8.  | Mad Love             | Dido, Rollo                                                   | 2:52  |
| 9.  | Walking By           | Dido, Laubscher                                               | 4:31  |
| 10. | Friends              | Dido, Laubscher, Matt Hales                                   | 3:23  |
| 11. | Chances              | Dido, Rollo, Guy Sigsworth, Adam                              | 3:31  |
| 12. | Have to Stay         | Dido, Laubscher                                               | 2:43  |

## Personnel
- Dido : Chant, claviers, guitare, programmation rythmique, production
- Rollo : Programmation additionnelle, programmation rythmique, mixing, production
- Sister Bliss : Claviers
- Christopher Cooper : Claviers
- Ryan Louder : Claviers, piano, programmation, production
- Pete Rinaldi : Guitare
- Dee Adam : Tous les instruments
- Si Hulbert : Tous les instruments
- Joseph William Bernie : Chœurs

## Classements hebdomadaires
| Classement (2019)             | Meilleure place |
| ----------------------------- | --------------- |
| Royaume-Uni (UK Albums Chart) | 3               |
| Suisse (Schweizer Hitparade)  | 4               |
| Allemagne (Media Control AG)  | 6               |
| Autriche (Ö3 Austria Top 40)  | 5               |
| France (SNEP Megafusion)      | 11              |
| France (SNEP Physique)        | 8               |
| France (SNEP Téléchargement)  | 2               |
| Pays-Bas (Mega Album Top 100) | 19              |
| Belgique (Flandre Ultratop)   | 10              |
| Belgique (Wallonie Ultratop)  | 12              |
| Italie (FIMI)                 | 27              |
| Espagne (Promusicae)          | 11              |
| Portugal (AFP)                | 20              |
| Australie (ARIA)              | 14              |
| Nouvelle-Zélande (RIANZ)      | 31              |
| Canada (Canadian Albums)      | 12              |
| Tchéquie (IFPI)               | 22              |
| Hongrie (Mahasz)              | 27              |
| Irlande (IRMA)                | 18              |
| Pologne (ZPAV)                | 17              |
| Écosse (OCC)                  | 3               |
| Slovaquie (ČNS IFPI)          | 28              |